# Балдовце
Балдовце (словац. Baldovce) — село и одноимённая община в районе Левоча Прешовского края Словакии. В письменных источниках начинает упоминаться с 1272 года.

## География
Село расположено в юго-западной части края, в юго-восточной части Горнадской котловины, на правом берегу потока Кобуляны, при автодороге 3211. Абсолютная высота — 431 метр над уровнем моря. Площадь муниципалитета составляет 2,2 км².

## Население
| Год:                | 1994 | 2004    | 2014    | 2024     |
| ------------------- | ---- | ------- | ------- | -------- |
| Количество человек: | 213  | 198     | 182     | 159      |
| Разница:            |      | −7,04 % | −8,08 % | −12,63 % |

По данным последней официальной переписи 2011 года, численность населения Балдовце составляла 181 человек.
Национальный состав населения (по данным переписи населения 2011 года):
| Национальность | Численность, человек |
| -------------- | -------------------- |
| словаки        | 177                  |
| не указана     | 2                    |